# Stangeria eriopus
Stangeria eriopus (Kunze) Baill. è una cicade endemica delle Province del Capo e del KwaZulu-Natal, in Sudafrica. È l'unica specie del genere Stangeria, appartenente alla famiglia delle Zamiaceae.

## Storia
La Stangeria fu scoperta dai botanici nel XIX secolo. Fu il botanico tedesco Otto Kunze, nel 1829, a descriverla erroneamente come una nuova specie di felce, la Lomaria eriopus. Fu solo nel 1851 che un esemplare raccolto da Max Stanger, e custodito dal Chelsea Physic Garden di Londra, diede alla luce un cono, dimostrando così di essere una cicade e non una felce. La cosa creò qualche imbarazzo e indusse il botanico inglese T. Moore a denominare la specie Stangeria paradoxa, in riferimento all'errore in cui si era in precedenza caduti. Ciò fu considerato inammissibile in base alle regole della nomenclatura botanica e pertanto nel 1892 si adottò l'attuale denominazione di Stangeria eriopus proposta dal botanico francese Henri Baillon.

## Descrizione

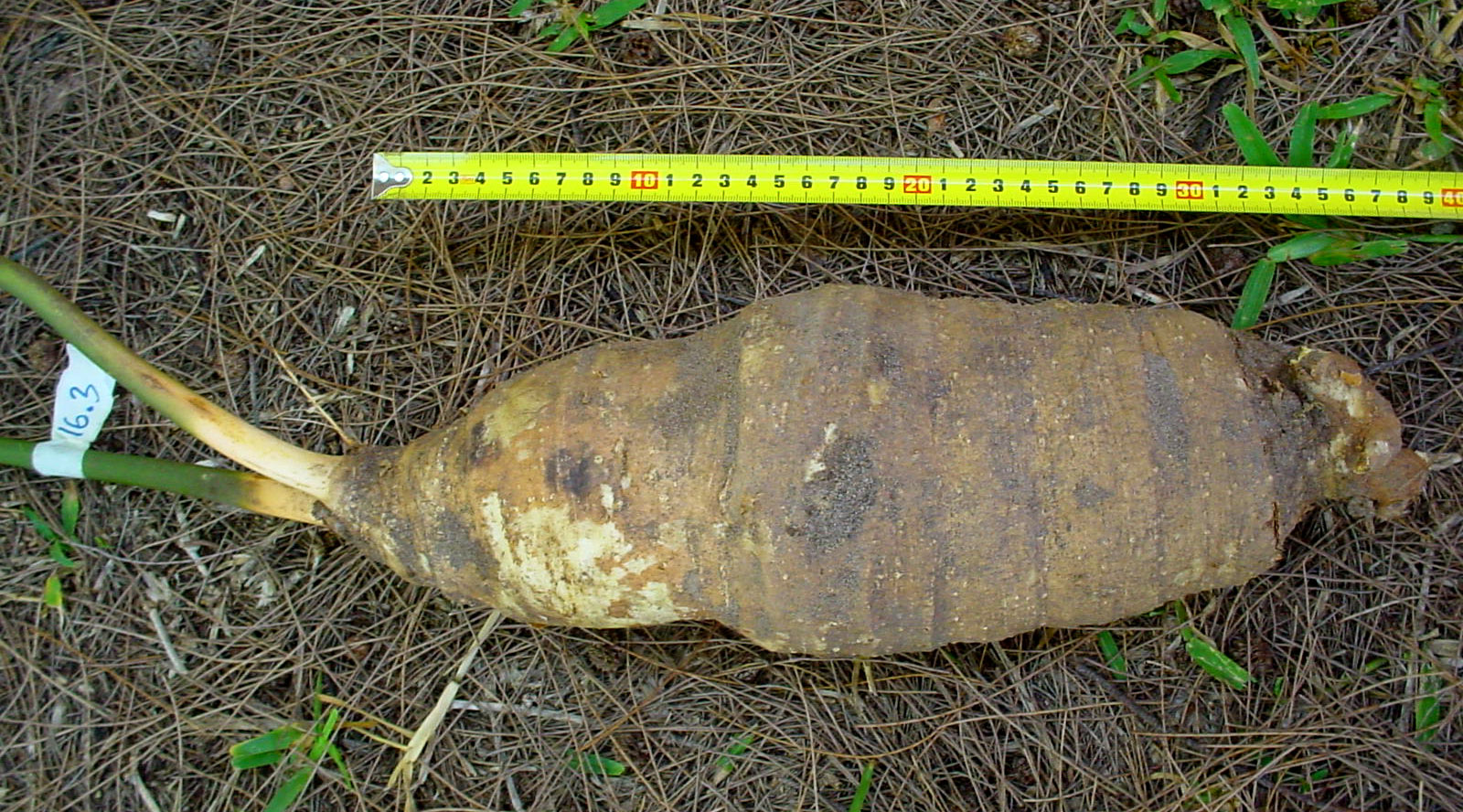
Lignotubero di S.eriopus

A differenza delle altre cicadi S. eriopus non ha un tronco visibile ma è dotata di un lignotubero sotterraneo, talvolta ramificato, a forma di carota, con radici coralloidi.
Le foglie, pinnate, lucide, con venature evidenti, e un lungo picciolo conferiscono alla pianta un aspetto simile alle felci. Sono di lunghezza variabile da 25 cm a 2 m a seconda dell'ambiente in cui si sviluppano e della esposizione solare, tendendo ad essere più grandi negli esemplari che crescono in zone ombreggiate. Analogamente il colore varia dal verde chiaro al verde scuro.
Il termine eriopus (dal greco εριον, "lana", e πους, "piede"), fa riferimento alla peluria vellutata che ricopre la base dei piccioli. 
Sono piante dioiche, cioè con infiorescenze maschili e femminili che crescono su esemplari separati.

I coni maschili, singoli, dotati di un lungo peduncolo, hanno forma grossolanamente cilindrica, sono lunghi 10–25 cm long e sono di colore dal grigio al giallo. I coni femminili, anch'essi singoli e dotati di lungo peduncolo, hanno forma ovoidale e dimensioni leggernmente più piccole (8–20 cm di lunghezza per 6–10 cm di diametro). 
I semi, ovoidali, sono lunghi circa 30–35 mm e sono di colore rosso porpora.

## Distribuzione e habitat

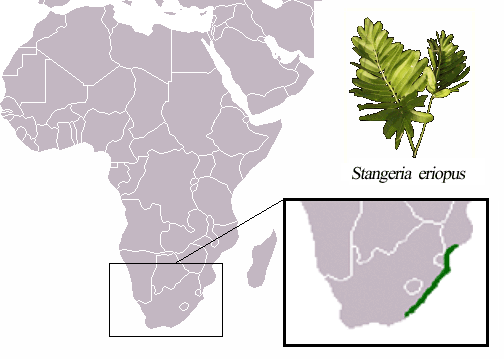
Areale di S. eriopus

È nativa della costa orientale del Sudafrica e del Mozambico meridionale. Predilige il clima mediterraneo: prospera in una stretta fascia costiera sino a circa 50 km dal mare, nelle zone al riparo dalla salsedine.

## Propagazione
Tra gli uccelli che contribuiscono alla diffusione dei semi di Strangeria vanno segnalati il turaco crestaviola (Tauraco porphyreolophus) e il bucero trombettiere (Bycanistes bucinator).

## Usi
Nella medicina tradizionale sudafricana la Stangeria occupa un ruolo importante: è infatti ritenuta una pianta con virtù magiche ed è uno degli ingredienti dell'intelezi, una pozione magica. È inoltre utilizzata come emetico e come rimedio contro la pressione alta, il mal di testa e la congestione nasale.

## Conservazione
La Lista rossa IUCN classifica Stangeria eriopus come specie vulnerabile.
La raccolta per scopi di medicina popolare e la trasformazione dell'habitat naturale, dovuta alla deforestazione e all'agricoltura, sono due tra le principali minacce alla sopravvivenza della Stangeria allo stato selvatico.